# Meronomie
Meronomie  of partonomie is een hiërarchie die is gebaseerd op de relatie 'deel-geheel'. Meronomie staat als classificatiemethode tegenover de taxonomie, omdat de classificering niet plaatsvindt op grond van overeenkomende eigenschappen. Meronomie wordt als conceptuele structuur toegepast in verschillende disciplines zoals de biologie, de techniek, de taalkunde en de computerwetenschap. 
Een voorbeeld van toepassing van meronomie in de computerwetenschap is het objectgeoriënteerd programmeren. Voorbeelden van meronomische relaties in de autotechniek zijn Motor→Krukas / Carburator en Auto→ Motor / Achterlicht / Wiel.
Mereologie is de studie van het verschijnsel meronomie als zodanig.